# Donaucity-Kirche

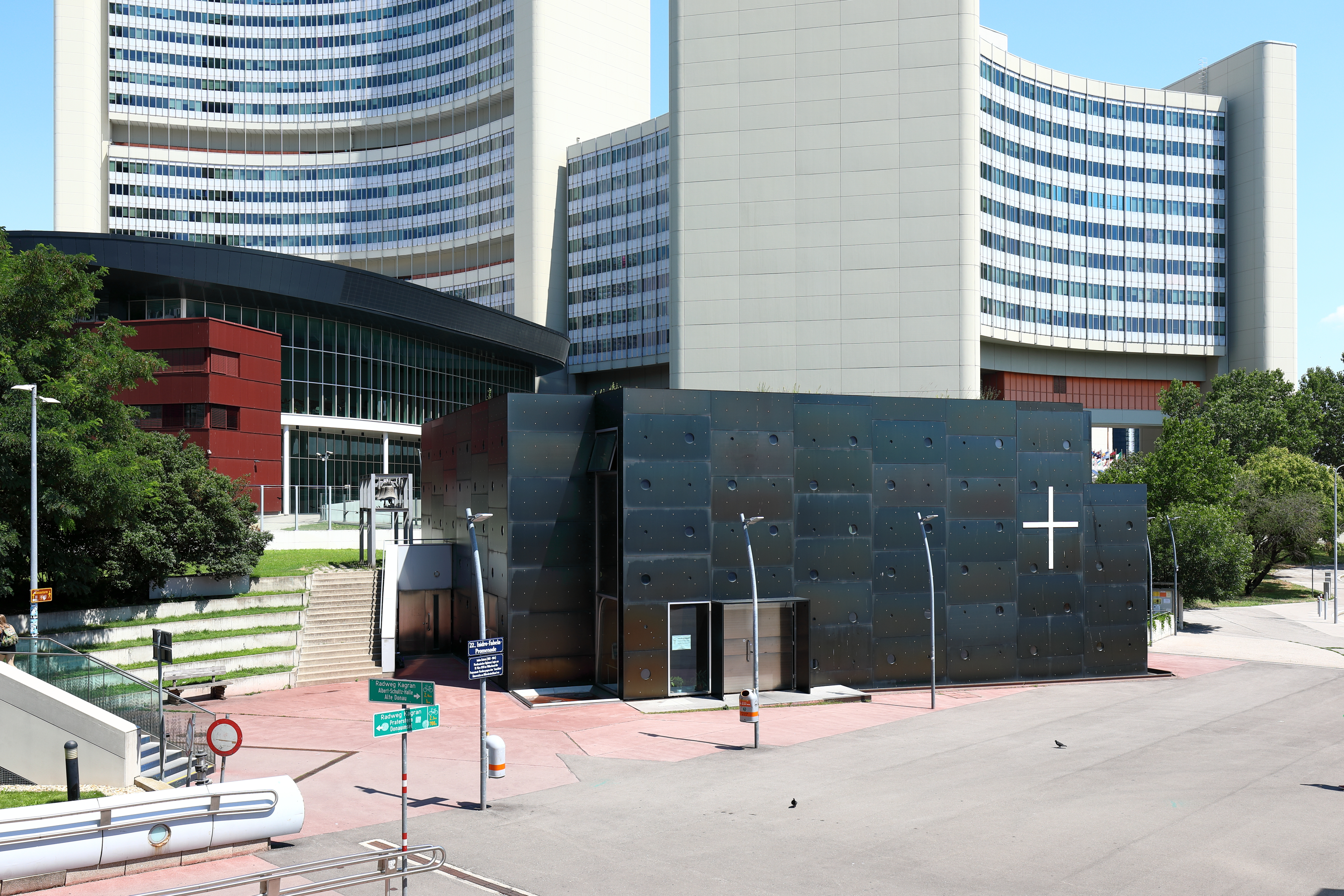
Donaucity-Kirche im Wiener Stadtteil Donau City

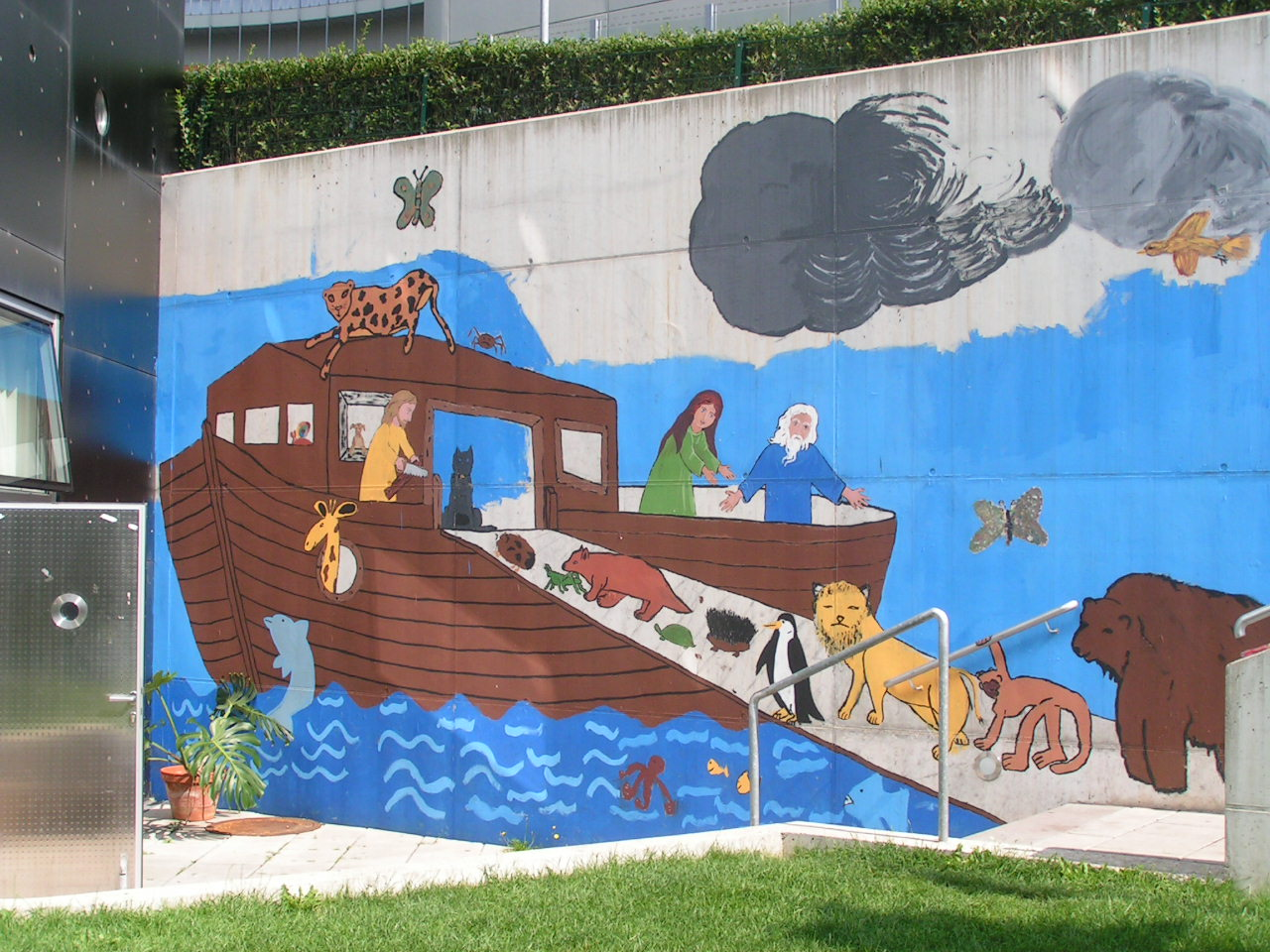
Malerei Arche Noah nächst der Kirche an der Böschungsmauer

Die Donaucity-Kirche Christus, Hoffnung der Welt ist eine römisch-katholische Kirche mit der Adresse Donau-City-Straße 2 im Stadtteil Donau City des 22. Wiener Gemeindebezirks Donaustadt. Sie steht unter Denkmalschutz (Listeneintrag).

## Geschichte
Im Rahmen der Gestaltung des jungen Stadtteils Donau City in den 1990er Jahren wurde auch beschlossen, ein Kirchengebäude zu errichten. Es wurde ein Wettbewerb unter sechs anerkannten österreichischen Architekten veranstaltet. Der Wiener Architekt Heinz Tesar wurde von der Jury ausgewählt, da sein Projekt unabhängig von den rundum errichteten Hochhäusern bestehen konnte.
Am 5. September 1999 erfolgte die Grundsteinlegung durch Weihbischof Helmut Krätzl. Am 26. November 2000, dem Christkönigssonntag des Heiligen Jahres 2000, wurde die Kirche durch Kardinal Christoph Schönborn geweiht. Das Rektorat Donaucity-Kirche wurde bis September 2016 vom Orden der Salvatorianer geführt; verantwortlicher Rektor ab 1. Oktober 2016 war Ewald Huscava.
Seit 1. April 2020 bildet die Donaucity-Kirche gemeinsam mit den Gemeinden Bruckhaufen – St. Elisabeth und Kaisermühlen die neue gemeinsame Pfarre Maria Magdalena an der alten Donau; für die Donaucity-Kirche verantwortlich ist weiterhin Pfarrvikar Monsignore Ewald Huscava.

## Architektur
Das Außenkleid ist aus steirischem Chromstahl, als Kirche erkennbar nur durch ein weißes Kreuz und das daneben stehende Stahlgerüst für die 3 Glocken. Architektonisch wurde das Gebäude als Kreuzquader errichtet, bei dem die vier oberen Ecken ausgeschnitten wurden.
Die dunkel wirkende Hülle aus Stahl ist perforiert mit zahlreichen, einem Diagonalraster gehorchenden, runden Öffnungen. Die Fensteröffnungen sind abwechselnd groß und klein und durchbrechen damit die Strenge des Gesamtbildes. Tagsüber wirken sie wie Strahlen im Innenraum, nachts strahlt die Kirche hell von innen nach außen.
Zu den Gemeinderäumen kann man über eine Treppe und den Hof von außen gelangen, ohne die Stille des Kirchenraums zu stören. Die kahlen Betonwände wurden von Kindern ausgestaltet.

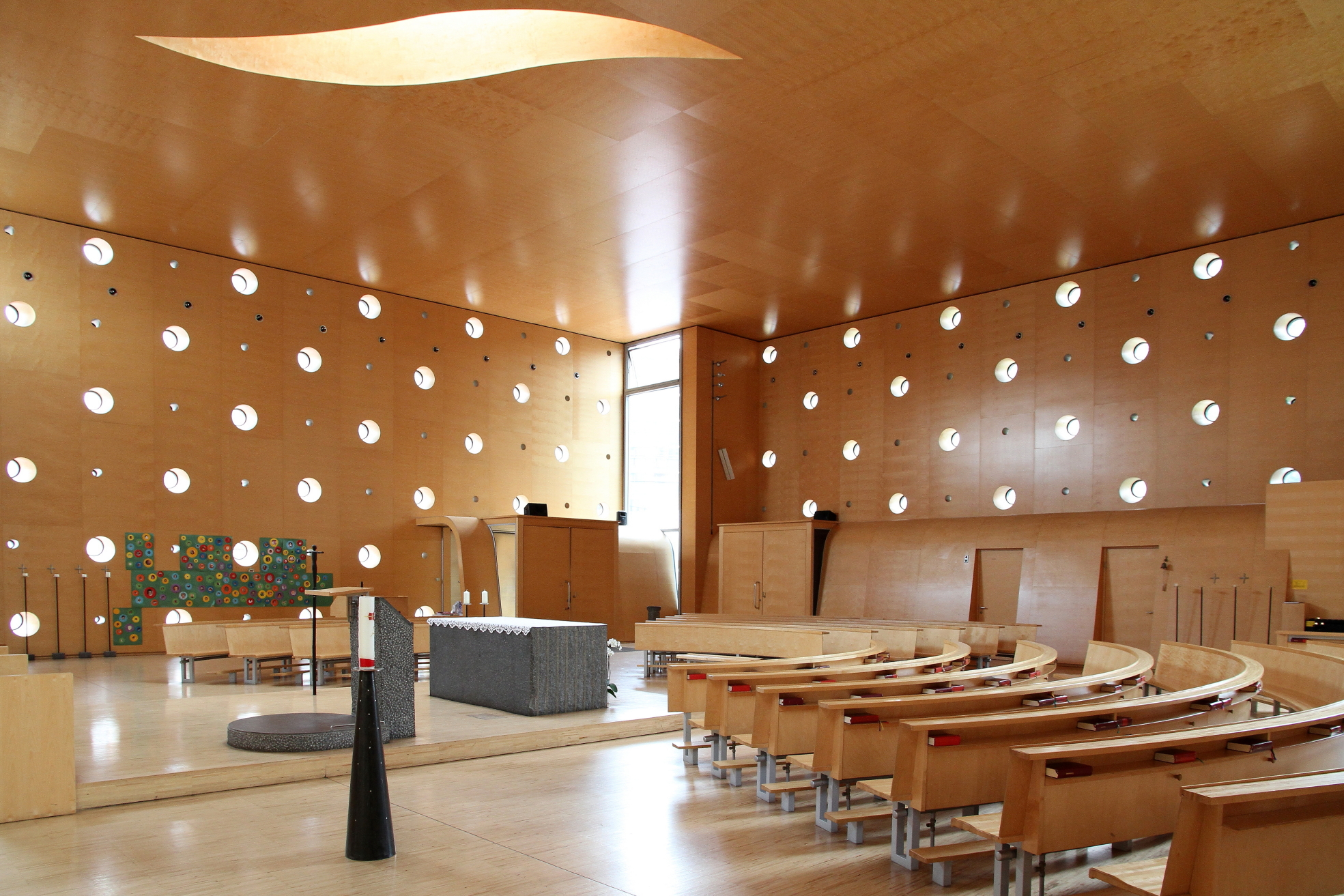
Innenansicht

Der Innenraum ist mit Birkenholz gestaltet. Viel Lichteinfall in verschiedensten Formen prägt die Atmosphäre des Ortes. Von innen gesehen erscheint der Raum wesentlich größer als von außen. Die einspringenden oberen Ecken des Quaders erzeugen im Innenraum eigene Zonen, den Eingangsbereich mit Windfang, den Tabernakelbereich, das Taufbecken und den Bereich mit der Madonna mit Kind, der zu Sonntagsmesszeiten als Kleinkinderspielbereich dient und sonst als Ort der Stille und des Gebets.

## Ausstattung

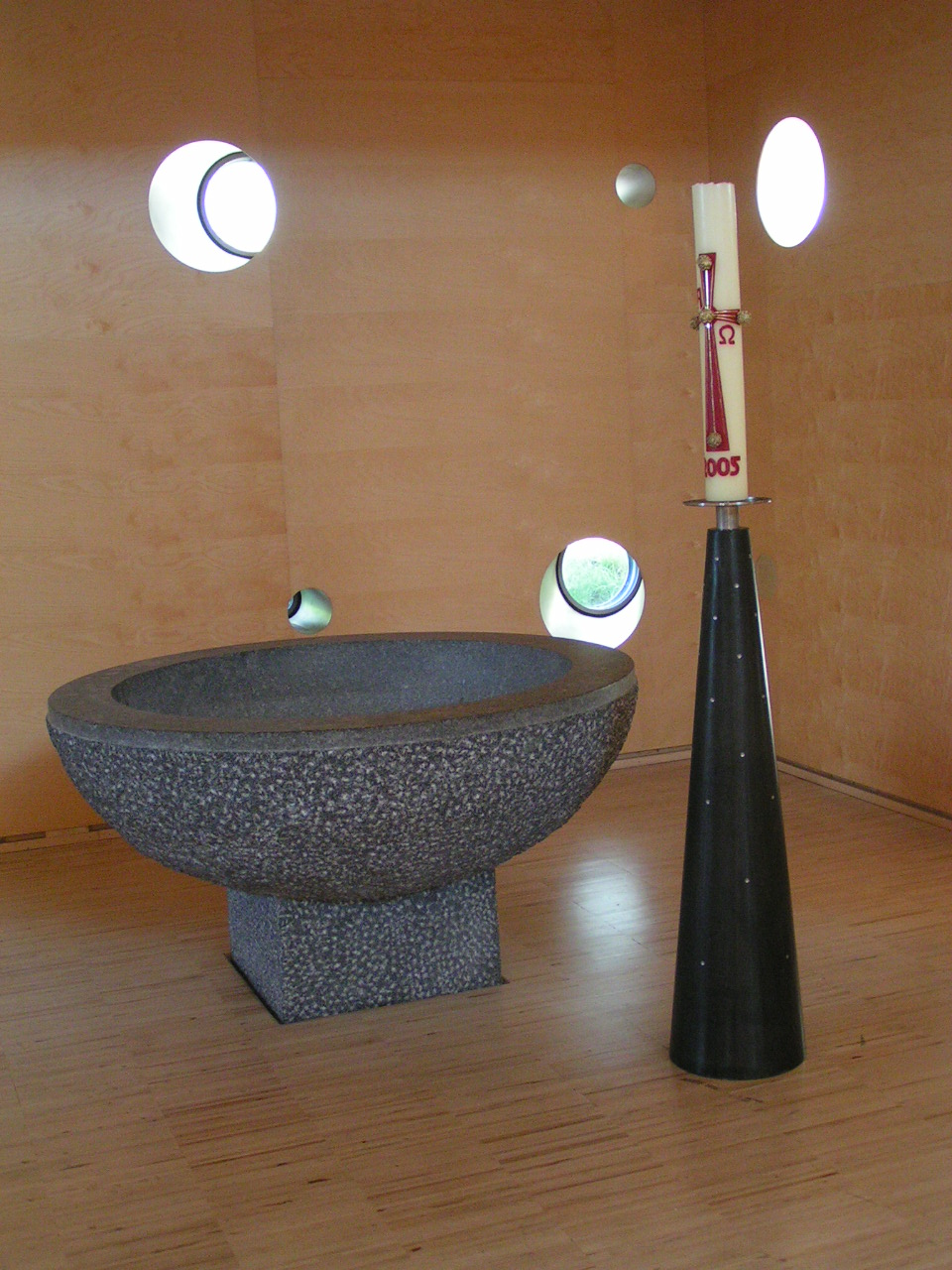
Taufbecken

Der Altar – wie Taufbecken, Ambo und Tabernakelstele nicht aus Holz, sondern Granit – steht in der Mitte, die Bänke sind rundherum angeordnet. Die Raumgestaltung ist von schlichter Einfachheit geprägt. Das eigenartig geschwungene Fenster in der Kirchendecke deutet die Seitenwunde Jesu an, durch die uns sein Leben zufließt, die Mandorla auf der Vorderwand symbolisiert die Auferstehung.
Die markanten Kreuzwegbilder an der Seitenwand wurden nach Zeichnungen von Heinz Tesar siebgedruckt. Der in roter Schrift auf Englisch hineingeschriebene Protest („Out with this sh*t, this is absolutely nothing“) wird bewusst stehengelassen als „Anregung zur Reflexion“, laut einem Erklärungsaushang.
Einziges Zugeständnis an „traditionelle“ christliche Kunst ist die Madonna, eine Kopie der Madonna von Gnadendorf bei Hollabrunn.
Es gibt drei verschiedene Lichtquellen: große Fenster in den ausgeschnittenen Ecken, viele Lichtpunkte durch die runden Öffnungen in der Außenhülle und eine große Spalte in Form einer Herzwunde an der Decke. Diese unterschiedlichen Lichtquellen sorgen dafür, dass auch jeder kleinste Sonnenstrahl den Innenraum erhellt und ihm die freundliche Atmosphäre verleiht. Im Altarkreuz selbst ist am Kreuzungspunkt eine kleine Fensteröffnung, die in den Morgenstunden des Christkönigstages einen Sonnenstrahl auf die Tafeln des Kreuzwegs leitet.
Unter der Kirche befinden sich ein Gemeindesaal, das Sekretariat, ein Foyer und mehrere Gruppenräume. Durch einen kleinen Hof werden diese Räume mit Tageslicht versorgt und sind ein Treffpunkt für Feiern, Pfarrkaffee, Meditationen, Krabbelrunden, Kindermesse, Theater, diverse Ausstellungen und alle anderen Veranstaltungen.

### Glocken

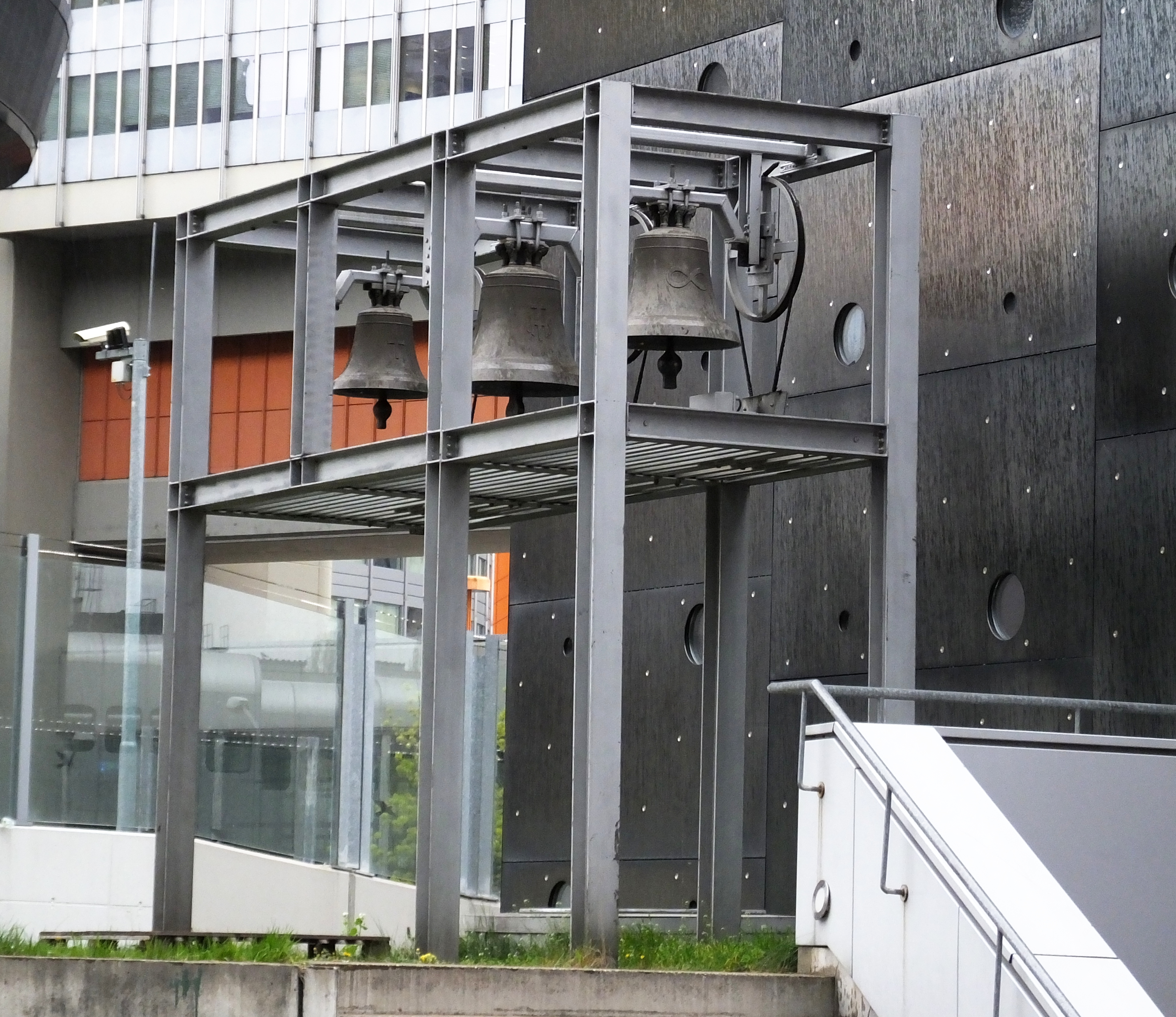
Der Glockenstuhl mit den Glocken

Die Kirche verfügt über ein 3-stimmiges Geläute der Glockengießerei Grassmayr (Innsbruck), gegossen im Jahr 2000. Sie hängen alle an gekröpften Jochen im Stahlglockenstuhl neben der Kirche.
| Nr. | Name              | Schlagton | Gewicht in Kg. | Durchmesser in cm |
| --- | ----------------- | --------- | -------------- | ----------------- |
| 1   | Christusglocke    | d²        | 182            | 68                |
| 2   | Millenniumsglocke | e²        | 115            | 60,3              |
| 3   | Totenglocke       | g²        | 80             | 51                |

## Auszeichnungen
- Österreichischer Bauherrenpreis 2001